# Erigeron cronquistii
Erigeron cronquistii là một loài thực vật có hoa trong họ Cúc. Loài này được Maguire mô tả khoa học đầu tiên năm 1944.